# Lasioglossum postumum
Lasioglossum postumum är en biart som först beskrevs av Joseph Vachal 1903.  Lasioglossum postumum ingår i släktet smalbin, och familjen vägbin. Inga underarter finns listade i Catalogue of Life.